# Spritzenhaus (Hassel)

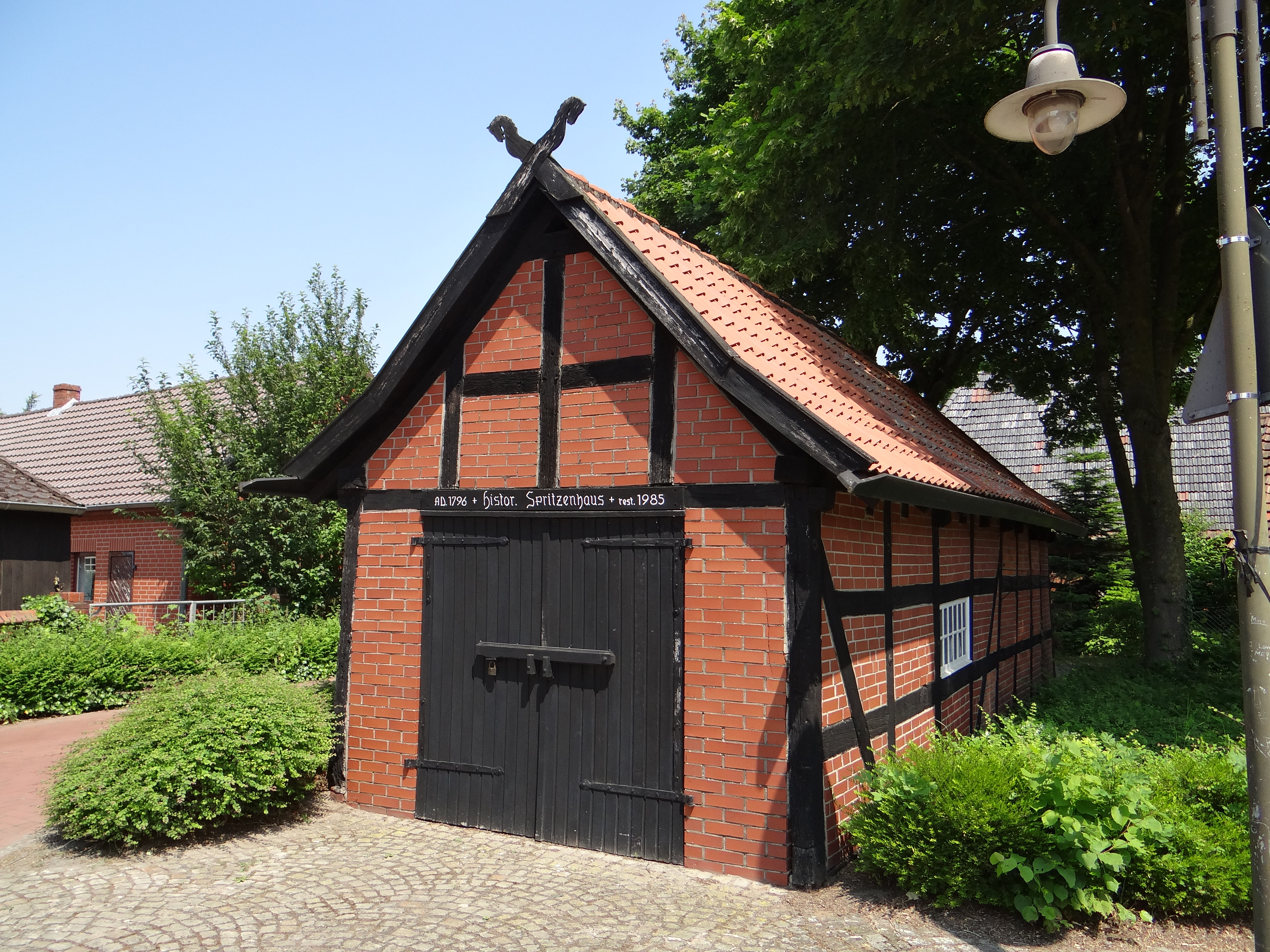
Spritzenhaus

Das Alte Spritzenhaus in Hassel (Weser), Ostermeierstraße, in der niedersächsischen Samtgemeinde Grafschaft Hoya stammt vom Ende des  18. Jahrhunderts.
Aktuell (2023) wird das Haus als landwirtschaftliches Nebengebäude genutzt.
Das Gebäude steht unter Denkmalschutz (siehe auch Liste der Baudenkmale in Hassel (Weser)).

## Beschreibung
Das eingeschossige längliche Gebäude in Fachwerk mit Steinausfachungen, Satteldach und niedersächsischen Pferdeköpfen sowie mit Längseinfahrt wurde 1796 (Inschrift) gebaut. 1985 wurde das Haus saniert.
Das Niedersächsische Landesamt für Denkmalpflege befand: „… geschichtliche Bedeutung … als historisches Feuerwehrgerätehaus …“
In Hassel gibt es seit 1855 ein dokumentiertes Feuerlöschwesen. Die Freiwillige Feuerwehr Hassel hat in der Kirchstraße 43 ihr Haus mit drei Feuerwagen und gehört als Stützpunkt zu den Freiwilligen Feuerwehren der Samtgemeinde Grafschaft Hoya.